# 30-årskrigen
30-årskrigen is een studioalbum van Ketil Bjørnstad en het Stavangerensemblet uit 1981. De samenwerking tussen Ketil Bjørnstad en het Stavangerensemblet dateert uit 1980 en mondde uit in een albumpresentatie in Stavanger. Het album vertelt het verhaal van ene Kasper, die in de jaren vijftig geboren wordt en in die jaren (tot 1981) dertig jaar oorlogsdreiging kent. Dit is terug te vinden in titels als Kald Krig (Koude Oorlog), Kennedy en Morris Mini. 
Het album werd opgenomen in de periode mei-augustus 1981 in de Rosenborg Studio in Oslo. De originele opname kwam uit op een dubbelelpee. Het album was vanaf 1984 op cd verkrijgbaar in Noorwegen, twee tracks werden daarbij weggelaten vanwege de maximale speelduur van dat medium. Bij die cd zit een boekwerkje met uitleg in het Noors. In 2008 kwam er een aantal op de Europese markt in een uitgave van meer opnames van Bjørnstad. 

## Musici
- Ketil Bjørnstad – toetsen en zang
- Andres Bru – gitaar en zang
- Øystein Eldøy – basgitaar
- Knut Kønigsberg – slagwerk
- Frode Rønli – zang

## Muziek
| Nr. | Titel                                 | Duur |
| --- | ------------------------------------- | ---- |
| 1.  | Borgermesterens kommentar / Preludium | 5:03 |
| 2.  | Ingen hjemme                          | 3:32 |
| 3.  | Barnedåp                              | 3:27 |
| 4.  | Kald krig                             | 3:46 |
| 5.  | Biler og våpen                        | 2:26 |
| 6.  | Linda                                 | 3:54 |

| Nr. | Titel               | Duur |
| --- | ------------------- | ---- |
| 1.  | Snarvei             | 3:15 |
| 2.  | Kennedy             | 4:07 |
| 3.  | Mors død            | 1:52 |
| 4.  | Tåke gjennom natten | 3:04 |
| 5.  | Hvit engel          | 4:54 |
| 6.  | Skål!               | 2:34 |

| Nr. | Titel                                    | Duur |
| --- | ---------------------------------------- | ---- |
| 1.  | Lave tak (niet op cd)                    | 2:33 |
| 2.  | Thalassa                                 | 3:25 |
| 3.  | Jeg stanger hodet mot taket              | 2:52 |
| 4.  | Hjem, kjære hjem                         | 2:56 |
| 5.  | Æ'kke sjans (niet op cd)                 | 3:44 |
| 6.  | Borgermesterens kommentar / Fengselsfugl | 2:40 |

| Nr. | Titel             | Duur |
| --- | ----------------- | ---- |
| 1.  | Midtveis i januar | 4:48 |
| 2.  | Frelser!          | 3:18 |
| 3.  | Velkommen i stuen | 3:57 |
| 4.  | Morris mini       | 3:25 |
| 5.  | Godværsvenninde   | 3:14 |
| 6.  | Din morgen        | 4:09 |